# Anders Nielsen (sløjd)
 Der er flere personer med dette navn, se Anders Nielsen.
Anders Nielsen (26. marts 1864 i Skovsbo (Verninge Sogn)—4. marts 1950 i Askov), forstander på Askov Sløjdlærerskole 1908-1938.
Anders Nielsen var kendt som en af de stovte mænd i Askov Skolesløjd, som blev hans kald gennem 43 år, heraf de sidste 30 år som skolens forstander.
Han var søn af gårdmand Peder Christian Nielsen og hustru Maren i Skovsbo lidt sydvest for Odense.
Han blev 6. maj 1898 gift i Malt Kirke med Kirstine Nielsen, født Frandsen, født 8. juni 1873 i Rårup, Skjold Sogn, som datter af fhv. lærer Jakob Frandsen og hustru Hansine Jensen. Vielsen foretoges efter brudeparrets ønske af pastor emer. H.F. Feilberg. Sønnen Gunnar (født 31. juli 1901) blev lærer; en anden søn var Valdemar (født 13. august 1907).
- Uddannet snedker
- To højskoleophold
- 1895 lærer på sløjdskolen i Askov samtidig med selvstændigt snedkerfirma
- Deltaget i sløjdkurser i Askov, på Dansk Sløjdlærerskole og på sløjdskolen i Nääs
- 1908 købt skolen af forstander Jørgen Rasmussen Kirkebjerg
- 1908-1938 sløjdskoleforstander
- 1921-1924 ministeriets tilsynsførende med Askov-Nääs-sløjd

## Udgivelser
- Haandbog i Skolesløjd, 1914.
- Sløjdpædagogik for Hvermand, København 1942.